# Химсекс
Химсекс (англ. Chemsex, англ. Party and Play (PnP)) — использование наркотиков до или во время сексуальных контактов с целью облегчения, усиления, продления или сохранения ощущений.
Для химсекса обычно используются мефедрон, амфетамин, метамфетамин, ГОМК, ГБЛ, кокаин, кетамин, альфа-PVP. Участники химсекса ожидают, что наркотики окажут положительное влияние на сексуальные контакты.
Опрос почти 128 000 геев и бисексуальных мужчин, живущих по всей Европе, показал, что у 10 % опрошенных был химсекс в 2018 году.

## Предпосылки возникновения химсекса
- Война с наркотиками, которая привела к созданию новых наркотиков и дешевых (доступных) технологий производства
- Новые технологии знакомств (Hornet, Grindr и.т.д.)
- Эффективное лечение ВИЧ

## Причины возникновения химсекса вгей-сообществе
- Стресс меньшинства[4]
- Усвоенная стигма (внутренняя)
- Внешняя стигма

## ЛГБТ и наркомания
Зависимость в ЛГБТ-сообществе долгое время была предметом спекуляций. В прошлом было широко распространено мнение, что корни злоупотребления психоактивными веществами лежат в частых вечеринках, приписываемых именно гей-культуре. Несмотря на то, злоупотребление наркотиками действительно распространено в барах и клубах, это не основная причина этой проблемы в современном мире. Вечеринки вносят свой вклад в доступность наркотиков, делая их более заманчивыми для лиц, не употребляющих наркотики, и не позволяя тем, кто уже зависим, бросить, но само по себе наличие веществ не является всеми причинами зависимости.
Злоупотребление наркотиками происходит не от принадлежность к ЛГБТ-сообществу, а от принадлежности меньшинству. Психологи называют этот эффект «стрессом меньшинства». Стресс меньшинства возникает, когда человек испытывает дискриминацию, репрессии или другие трудности из-за его идентификации, убеждений или физических характеристик, которые подвергаются стигматизации в обществе. Хотя мир, наконец, отходит от терпимости и делает значительные шаги к принятию; люди, которые идентифицируют себя как ЛГБТ, все ещё подвергаются большему риску преследования, запугивания, насилия и возможного развития различных психических заболеваний. Для многих людей это все ещё не борьба за равенство, а борьба за выживание.
Отчет (см. текст на англ.) Агентства по злоупотреблению психоактивными веществами и психиатрической помощи за 2015 год подтверждает тревожную статистику. Согласно проведенному опросу 39,1 % респондентов-лесбиянок, геев и бисексуалов в течение года употребляли запрещенные наркотики. По сравнению с 17,1 % среди гетеросексуальных взрослых эта цифра вызывает ещё большую тревогу. Наряду с чрезвычайно высоким уровнем самоубийств и повышенной вероятностью возникновения сопутствующих психических расстройств, это число следует воспринимать как громкий и отчаянный призыв о помощи.